# Potiretama
Potiretama är en kommun i Brasilien.   Den ligger i delstaten Ceará, i den östra delen av landet, 1 500 km nordost om huvudstaden Brasília. Antalet invånare är 6 129.
Omgivningarna runt Potiretama är huvudsakligen savann. Runt Potiretama är det glesbefolkat, med 8 invånare per kvadratkilometer.